# Czas rzeczywisty
Czas rzeczywisty (ang. real-time) – termin często używany w celu wyróżnienia przypadków zgłoszenia, przedstawienia, raportowania oraz reakcji na zdarzenia w tej samej ilości, a czasami również w tym samym czasie, w jakim mają one miejsce. Dzięki temu podmiot nie musi kompresować opisów tych zdarzeń ani opóźniać wysłania raportu lub reakcji na zdarzenie.
Termin znajduje zastosowanie w różnych dziedzinach i jest dosyć nienormowanym określeniem. Jeśli istnieje sieć działająca z prędkością 1 kbit/s, a zaprojektowany system daje nam wydajność o prędkości większej niż 1 kbit/s, to w związku z tą siecią będzie to system czasu rzeczywistego. Jednym z najprostszych przykładów czasu rzeczywistego jest sytuacja, kiedy trwa rozmowa telefoniczna – odbywa się ona na bieżąco: obaj rozmówcy słyszą również to, co mówi osoba po drugiej stronie łącza.